# Жички духовни сабор „Преображење”
Жички духовни сабор „Преображење” је културна манифестација која се одржава у Краљеву и за циљ има неговање, проучавање и афирмисање вредности српске националне културе. 

## Оснивање и историјат
Први Жички духовни сабор „Преображење” одржан је 1992. године, у време 19. такмичења села Србије у Жичи, на иницијативу Књижевног клуба Краљево. И место и датум одржавања ове манифестације носе посебну симболику. Манастир Жича оличава традицију и темељ српске духовности и државности, док Преображење симболизује духовни, културни и интелектуални преображај Србије. Прва свечаност је отпочела поклањањем 1500 књига огранку краљевачке библиотеке у Жичи, у склопу акције Радио Београда Књига солидарности. Први добитник награде је био Добрица Ерић.
Наредне године Књижевном клубу Краљево прикључиле су се и друге краљевачке установе културе, а главни покровитељ манифестације постаје Скупштина општине Краљево (од 2008. године Град Краљево). Стручне и организационе обавезе преузели су краљевачка библиотека, манастир Жича, Народни музеј Краљево, Краљевачко позориште и Завод за заштиту споменика Краљево, као и друге културне установе. Петочлани жири, правилник о додељивању Жичке хрисовуље и Спасовдан као дан када жири објављује своју одлуку дефинисани су 2000. године. У току свог постојања манифестација је три пута мењала име. Првобитни назив је био „Дани преображења”, а потом у периоду од 1993. до 1996. године Српски духовни сабор „Дани преображења”. Данашњи назив Жички духовни сабор „Преображење” манифестација је добила 1997. године. Додатну потврду свог значаја Жички духовни сабор „Преображење” добио је благословом епископа жичког Стефана, а потом и његових наследника на челу Епархије жичке, владике Хризостома и владике Јустина.
Сабор почиње свечаним отварањем 16. августа (изузетак су биле 1995. и 1997. година, када је манифестација отпочела нешто раније). Пре самог отварања, петочлани жири на празник Спасовдан објављује име добитника Жичке хрисовуље за ту годину. Главни део програма је књижевни, са акцентом на стваралаштву награђеног песника, уз организовање изложби, музичких програма, научних скупова, промоција књига, позоришних представа, предавања итд. Дан уочи Преображења у читаоници краљевачке библиотеке организује се научно-критички скуп о делу добитника, а радови презентовани на скупу се потом објављују као део зборника. Овим скуповима су председавали неки од најзначајнијих проучавалаца савремене српске поезије: академици Мирослав Тешић, Никша Стипчевић, Светозар Кољевић, Предраг Палавестра и др.
Посебан део сабора је Вече са добитником, које награђеном песнику пружа прилику да сам говори своје стихове и да их тако представи најширој читалачкој публици. Награђеном песнику је посвећена и изложба која се организује у некој од краљевачких галерија или Библиотеци, као својеврстан омаж аутору и његовом песничком опусу. Неке од ових изложби су потом гостовале и у другим градовима широм Србије. Тако је изложба Доба светлости -  Српска уметност XIII века из 2007. године, ауторки Сузане Новчић и Татјане Михаиловић, постала прва изложба Народног музеја Краљево која је представљена и у Галерији САНУ у Београду. У част награђеног песника организује се и програм Преображења, песници, на ком други аутори говоре своје стихове.
Програм се завршава 19. августа, свечаним уручивањем Жичке хрисовуље награђеном песнику у трпезарији манастира Жиче, што представља и централни догађај ове манифестације. Председник организационог одбора уручује награду добитнику, а о његовој поезији потом говори председник жирија. Након овога се награђени песник окупљенима обраћа беседом. Досадашње беседе краљевачка библиотека објављује у књизи Песници у Жичи.
Жичка хрисовуља представља окосницу ове манифестације. Она се додељује песнику чије укупно дело представља високу вредност у савременој српској књижевности, које израста на магистралним токовима српске песничке традиције, делотворно је спајајући са песничким традицијама свог времена. Првих година је као награда уручивана Жичка хрисовуља из манастирске иконописачке школе „Свети Лука", рађена на липовој дасци, са златном подлогом, комбиновањем иконе и текста. Од 1999. године изглед награде је промењен на идеју сликара Слободана Луковића. Од те године награђени песници добијају, поред Жичке хрисовуље, и икону Преображења Господњег. Хрисовуље се раде на пергаменту, руком писаним текстом, минијатурама и воштаним печатом.
У оквиру Жичког духовног сабора „Преображење” Народни музеј Краљево организовао је и пет значајних научних скупаова: Старо наслеђе у савременој српској поезији (1993), Културно наслеђе и његова заштита (1994), Жича - уметност, историја (1995) и Рудо Поље - Карановац - Краљево: од првих помена до Првог светског рата (1997), Краљево - Ранковићево - Краљево (2015) и Публицистика у развоју друштва и државе - од новинског извештаја до објективне историје (2021). Краљевачки музеј је организовао и  37 изложби, 8 промоција књига и часописа, као и 6 стручних предавања из области историје, етнологије и уметности и конзервације. У оквиру Сабора организоване су и две изложбе уз учешће страних амбасада: Боје православља - Пољска (2014) уз учешће Амбасаде Републике Пољске у Београду и изложба слика српског уметника Bratsa Bonifacho-a, реализована 2020. године уз подршку Амбасаде Канаде у Београду.
У оквиру Сабора обележавани су и значајни јубилеји. Архијерејском беседом владике жичког Стефана обележена су 2 миленијума хришћанства. Научним скупом Културно наслеђе и његова заштита из 1994. године обележено је 150 година заштите културних добара на тлу Србије. Изложбама у оквиру Жичког духовног сабора „Преображење” обележено је и осам векова Хиландара 1998. године, а девет година касније и осам векова манастира Жиче.

## Добитници Жичке хрисовуље
- Добрица Ерић (1992)
- Милутин Петровић (1993)
- Миодраг Павловић (1994)
- Љубомир Симовић (1995)
- Иван В. Лалић (1996)
- Милосав Тешић (1997)
- Бранислав Петровић (1998)
- Стеван Раичковић (1999)
- Алек Вукадиновић (2000)
- Матија Бећковић (2001)
- Борислав Радовић (2002)
- Рајко Петров Ного (2003)
- Милован Данојлић (2004)
- Мирослав Максимовић (2005)
- Злата Коцић (2006)
- Ђорђо Сладоје (2007)
- Новица Тадић (2008)
- Братислав Р. Милановић (2009)
- Петар Пајић (2010)
- Иван Негришорац (2011)
- Гојко Ђого (2012)
- Петар Цветковић (2013)
- Ранко Јововић (2014)
- Ђорђе Нешић (2015)
- Живорад Недељковић (2016)
- Мошо Одаловић (2017)
- Стеван Тонтић (2018)
- Владимир Јагличић (2019)
- Милан Ненадић (2020)
- Никола Вујчић (2021)
- Раде Танасијевић (2022)
- Љубивоје Ршумовић (2023)[11][12]